# Raísa Aronova
Raisa Yermolayevna Aronova (10 de enero de 1920 - 20 de diciembre de 1982) fue una piloto de un Polikarpov Po-2 durante la Segunda Guerra Mundial del 588.º Regimiento de Bombarderos Nocturnos, más tarde renombrado 46.º Regimiento de Bombarderos Nocturnos de la Guardia. Recibió el título de Héroe de la Unión Soviética el 15 de mayo de 1946, por completar 960 misiones de bombardeo nocturnas contra las fuerzas del Eje en la guerra.

## Biografía

### Infancia y juventud
Arononva nació en 1920 de una familia campesina rusa; su padre era un empleado del ferrocarril. Después de graduarse de la escuela secundaria, ingresó en el Instituto de Agricultura Kalinin Saratov y estudió en el aeroclub Saratov en su tiempo libre antes de mudarse a Moscú, después de lo cual continuó entrenando en el aeroclub de Moscú hasta la invasión alemana de la Unión Soviética en 1941. Se convirtió en miembro del Partido Comunista en 1942.

### Segunda Guerra Mundial
Varios meses después de que Alemania invadió la Unión Soviética con el lanzamiento de la Operación Barbarossa, los tres regimientos de aviación de mujeres fundados por Marina Raskova comenzaron a entrenar en la Escuela de Aviación Militar Engels en octubre. Después de unirse al ejército en octubre, Aronova comenzó a entrenar para ser navegante, de donde se graduó en 1942. Después de que el Regimiento de bombarderos nocturno 588 se desplegara en el Frente Sur, Aronova vio el combate en todo el frente oriental, incluido el 4 en ucraniano y 2.º de Bielorrusia, así como la Batalla de los Caucuses, Crimea, Kuban, Kerch, Polonia y Alemania, ganando 1.148 horas de vuelo por la noche después de volar 960 incursiones. En una misión de bombardeo el 28 de mayo de 1943 sobre la aldea de Kievskaya en Krasnodar fue herida por un fragmento de proyectil disparado por artillería antiaérea terrestre. A pesar de su lesión, ella continuó navegando para que el avión pudiera hacerlo con seguridad. Cuando fue al hospital, le quitaron diecisiete fragmentos de metralla de su cuerpo, pero volvió a volar en mayo, menos de dos meses después. Ese mismo año asistió a un curso acelerado de pilotaje y se certificó para volar como piloto en el Po-2 y pronto comenzó a volar misiones como piloto al mando. Sus misiones de bombardeo destruyeron un estimado de cuatro baterías de artillería, tres reflectores, tres transbordadores, dos almacenes de combustible y municiones, y ocho autos. Fue galardonada con el título de Héroe de la Unión Soviética, con la Orden de Lenin el 5 de mayo de 1946 por su valentía en la guerra.

### Posguerra
De mayo a octubre de 1945, Aronova permaneció en Polonia, donde su regimiento se reasignó hasta que se disolvió en octubre de 1945, pero Aronova permaneció en el ejército hasta 1962. Después de graduarse en el Instituto Militar de Lenguas Extranjeras en 1952, ocupó diversos cargos en el Partido Comunista y en el gobierno soviético, convirtiéndose en un oficial superior en el Ministerio del Interior en mayo de 1953. Más tarde trabajó para la KGB a partir de 1954, donde cifró la correspondencia de la agencia, alcanzando el rango de mayor en 1960 antes de retirarse en 1962.
Después de retirarse de las fuerzas armadas, escribió un libro sobre sus experiencias en la guerra titulado Ночные ведьмы ("Brujas nocturnas") que se publicó en 1983. Falleció en diciembre de 1982 y fue enterrada en el cementerio de Kuntsevo.